# 格雷霍克 (密蘇里州)
格雷霍克（英語：Grayhawk）是位於美國密蘇里州聖熱訥維耶沃縣的普查規定居民點。

## 人口
根據2020年美國人口普查的數據，格雷霍克的面積為12.18平方千米，當中陸地面積為11.27平方千米，而水域面積為0.90平方千米。當地共有人口488人，而人口密度為每平方千米40.07人。